# Mycetophila cingulum
Mycetophila cingulum är en tvåvingeart som beskrevs av Johann Wilhelm Meigen 1830. Mycetophila cingulum ingår i släktet Mycetophila och familjen svampmyggor. Enligt den finländska rödlistan är arten sårbar i Finland. Arten är reproducerande i Sverige. Artens livsmiljö är naturlundskogar. Inga underarter finns listade i Catalogue of Life.